# Région administrative du Québec
| Carte des 17 régions administratives du Québec.                                                                                       |
| 10 8 7 4 14 15 16 5 17 3 12 1 11 6 13 11 2 9 OCÉAN · ATLANTIQUE Baie · d'Hudson Baie · James Baie · d'Ungava Golfe du · Saint-Laurent |

Une région administrative, au Québec, est la première division du territoire après celle de l'État. Le Québec est divisé en 17 régions administratives. Comme leur nom l'indique, il s'agit de divisions administratives et non politiques.
Il n'existe pas d'instance politique élective responsable de gérer une région et celles-ci ne bénéficient pas de la personnalité morale. Cependant, un ministre responsable, appelé à traiter des enjeux locaux avec le gouvernement provincial ou au nom de ce dernier auprès de la population, est nommé pour chaque région.
Les régions servent à organiser les services gouvernementaux et le développement du territoire en fonction des particularités régionales. Elles jouent également un rôle identitaire important, les réalités socio-économiques et historiques variant parfois beaucoup en raison de la superficie et de la densité démographique du Québec.
Les dix premières régions sont créées le 29 mars 1966, puis une réorganisation est faite le 22 décembre 1987.

## Histoire

### Gouvernements particuliers
Les plus anciennes divisions régionales sur le territoire qui constitue aujourd'hui le Québec remontent à la colonie française du Canada, au XVIIe siècle. Elles sont alors au nombre de trois « gouvernements particuliers » :
- le gouvernement de Québec ;
- le gouvernement de Montréal ;
- le gouvernement des Trois-Rivières.

Ce type de division régionale fut sans doute celui ayant possédé le plus de pouvoir dans l'histoire du Québec. Chaque gouvernement est alors dirigé par un gouverneur, assisté d'une fonction publique, avec une administration civile, militaire et judiciaire. À la Conquête, ces trois régions existent encore jusqu'à la fin de la guerre en 1763.

### Districts provinciaux

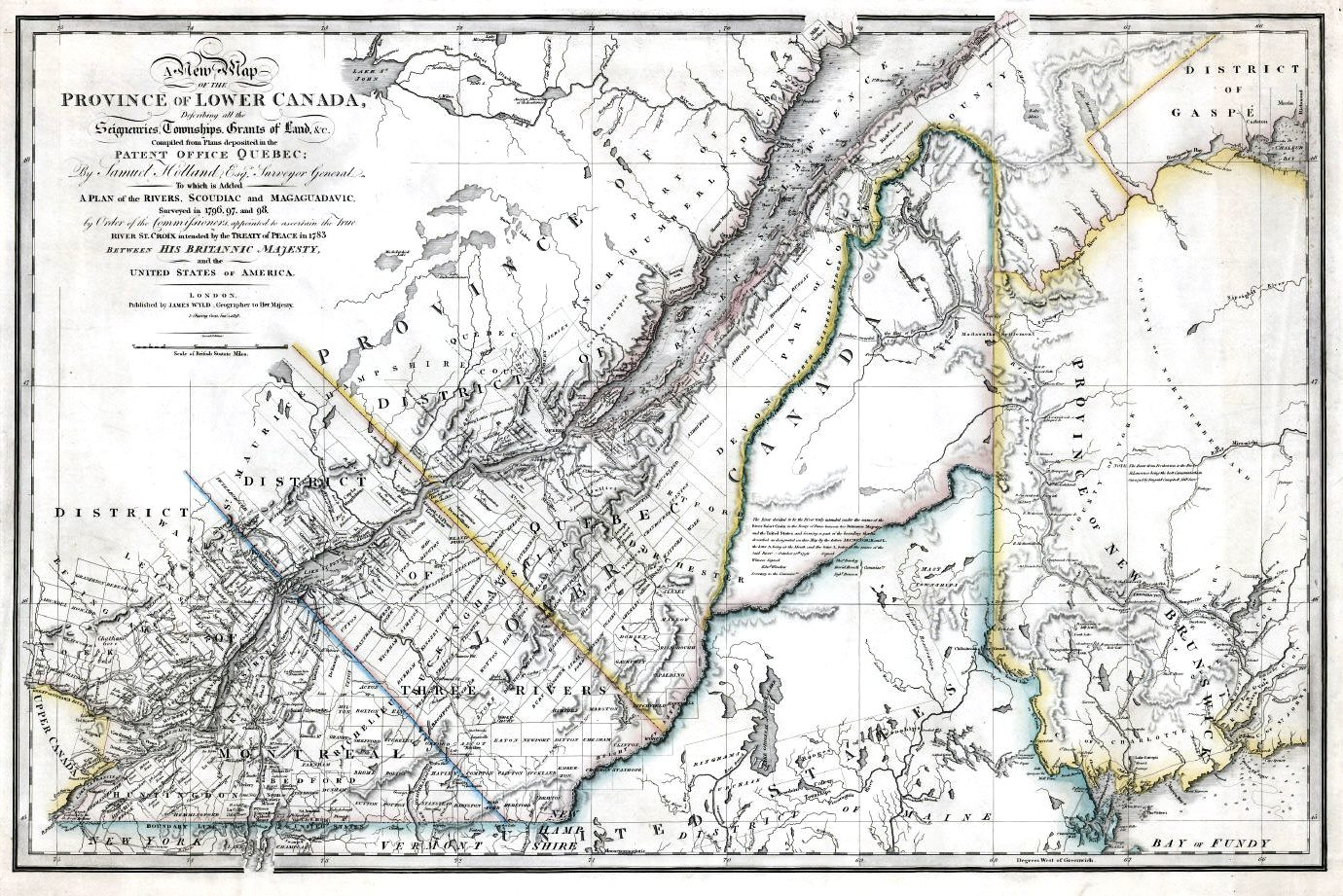
Carte découpant le Bas-Canada en 4 districts, en 1838.

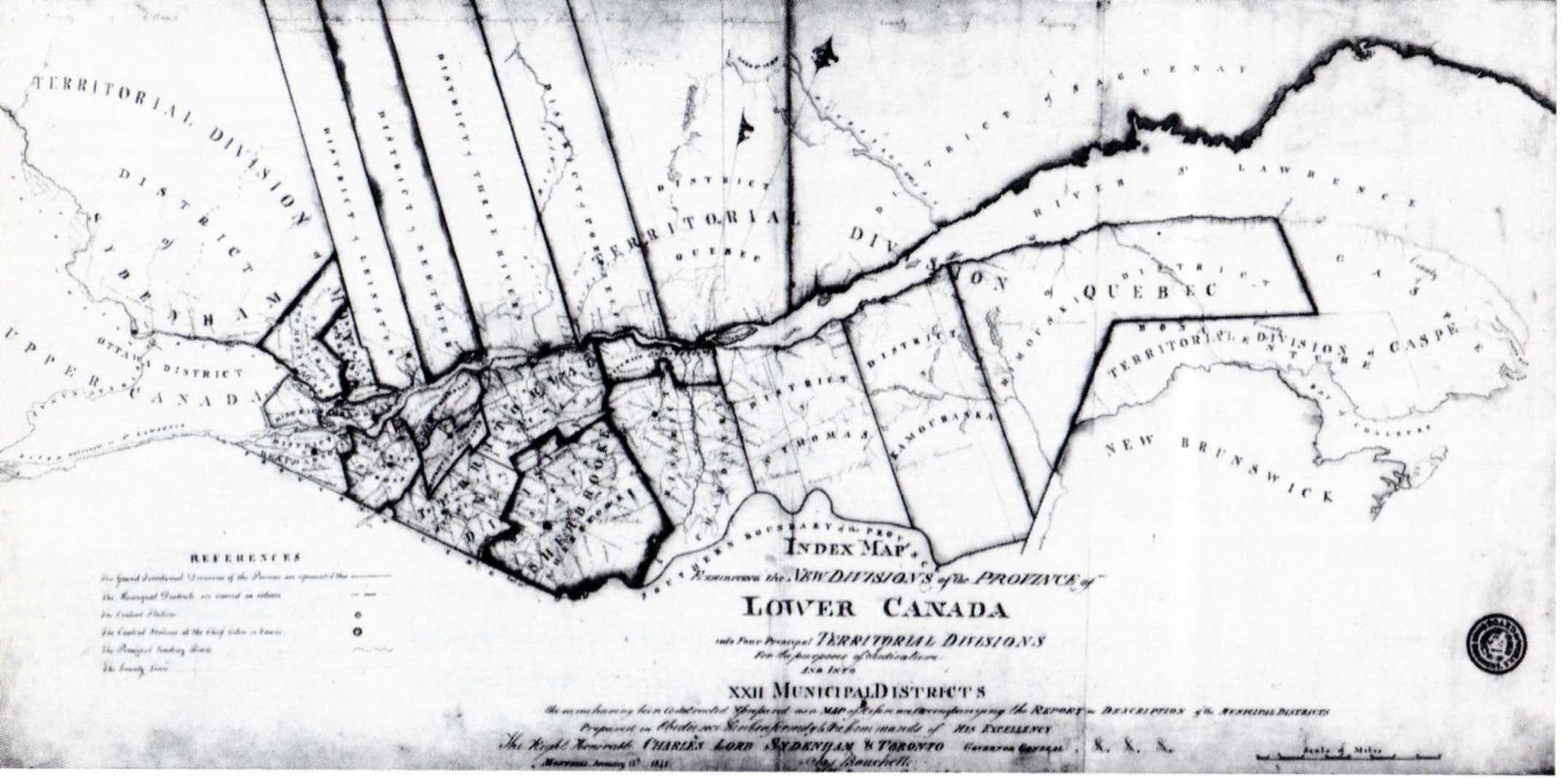
Carte des districts municipaux du Bas-Canada, en 1841.

Quelques mois après la proclamation royale de 1763 et la création de la province britannique de Québec, le territoire est divisé en deux districts : Québec et Montréal. Sous le régime britannique, le pouvoir est centralisé au sein du gouvernement provincial. Le rôle des districts est donc limité : ils sont essentiellement conçus pour gérer le système de justice à l'échelle locale. Un troisième district, Gaspé, est créé en 1787. Du côté de Trois-Rivières, il faut attendre le 7 juillet 1790 avant que l'ancienne division française réapparaisse.
Au sein du Bas-Canada, les quatre districts sont conservés, bien que Gaspé se voit attribuer le statut de sous-district (dit « district inférieur »). Un deuxième sous-district, Saint-François, est créé le 22 mars 1823 par scission de Montréal et Trois-Rivières. Sa création est motivée par l'augmentation de la population dans les Cantons-de-l'Est, en raison de l'afflux de colons au Buckinghamshire. Saint-François et Gaspé deviendront des districts judiciaires à part entière respectivement en 1833 et 1843. Puis en 1849 s'ajoutent les districts de Kamouraska et d'Ottawa.
En 1857, douze districts judiciaires sont créés, pour un total de dix-neuf. Chicoutimi deviendra le vingtième en 1858. Cette forte augmentation s'explique par l'effervescence du monde juridique au Bas‐Canada durant cette période, laquelle conduira à l'entrée en vigueur du Code civil du Bas-Canada. Les réformes en font des entités au territoire de plus en plus restreint uniquement consacré à la justice. Les districts judiciaires existent toujours et sont actuellement[Quand ?] au nombre de 36.
Parallèlement, dans les années 1840 et 1850, les gouvernements tentent de mettre en place des « districts municipaux » ou « municipalités de comtés ». Ce sont les comtés, dès 1855, qui deviendront alors la principale subdivision administrative régionale.

### Régions

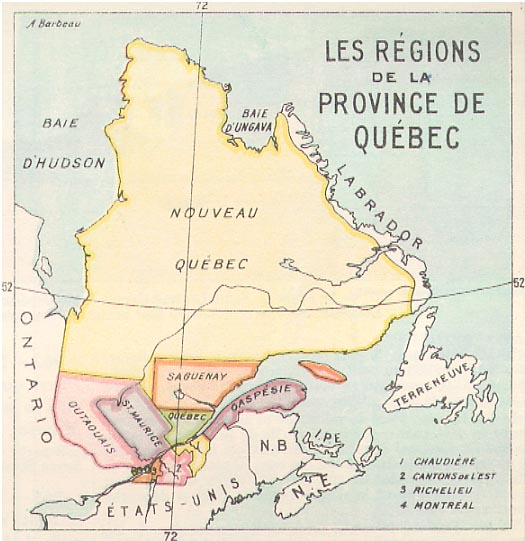
« Les régions de la province de Québec » (1923)

Ce n'est qu'à partir de la deuxième moitié du XIXe siècle qu'on commence à employer le terme « région », entre autres pour faire référence aux nouveaux espaces de colonisation comme le Saguenay et le lac Saint-Jean. C'est à ce moment que sont créés des toponymes décrivant un espace régional, soit un ensemble de plusieurs comtés partageant une même réalité géographique ou historique, comme les Laurentides (1845) ou le Bas-Saint-Laurent (1855). À travers sa propagande (comme avec ses ouvrages Les régions de colonisation de la province de Québec), le ministère de la Colonisation contribuera à populariser le nom de ces régions. Le tourisme participera aussi au rayonnement du nom de certaines régions, comme la Gaspésie, autrefois district désigné simplement « Gaspé ». D'autres régions recevront leur nom actuel plus tardivement, comme la Mauricie (1933) ou l'Estrie (1946). Tous ces territoires n'ont toujours pas d'existence légale et leurs frontières demeurent parfois floues.

#### Création des régions administratives
Il faut attendre les années 1960 avant que s'entame une nouvelle réflexion sur l'administration territoriale du Québec. Le gouvernement Jean Lesage donne un statut juridique aux régions le 29 mars 1966. L'arrêté en conseil n° 524 adopté par le Conseil exécutif du Québec divise officiellement le territoire québécois en 10 régions et 25 sous-régions administratives. Un des objectifs est de mettre fin à une anarchie dans les découpages administratifs des divers ministères et organismes du gouvernement du Québec. Une quarantaine de systèmes de régions existaient alors. Le nouveau système est une conception du Bureau de recherches économiques du ministère de l'Industrie et du Commerce.

#### Réformes subséquentes
En 1981, les limites des régions sont ajustées pour prendre en compte celles des municipalités régionales de comté, créées en 1979. La même année, le 3 juin, un décret du Conseil des ministres fait en sorte que les toponymes Cantons-de-l'Est et Nord-Ouest sont respectivement remplacés par Estrie et Abitibi-Témiscamingue.
Le 22 décembre 1987, le décret n° 2000-87 révise les limites régionales en faisant passer le nombre de régions de 10 à 16. La grande région de Montréal est scindée en cinq : Montréal, Laval, Lanaudière, Laurentides et Montérégie. Du côté de la grande région de Québec, elle est scindée en deux : Québec et Chaudière-Appalaches. Finalement, le Bas-Saint-Laurent-Gaspésie est aussi scindé en deux : Bas-Saint-Laurent et Gaspésie–Îles-de-la-Madeleine. Trois-Rivières est renommé en Mauricie-Bois-Francs.
En 1997, la région de Mauricie-Bois-Francs est à son tour scindée en deux : Mauricie et Centre-du-Québec. Cette révision fixe le nombre de régions à dix-sept. Un ministère des Régions voit le jour le 1er avril 1998, mais il est aboli en 2003. En 1999, Québec est rebaptisé Capitale-Nationale sous l'impulsion du gouvernement nationaliste de Lucien Bouchard.
En 2021, l'est de la Montérégie (MRC Brome-Missisquoi et Haute-Yamaska) se joignent à l'Estrie. Cependant, dans d'autres découpages administratifs utilisés en parallèle (santé, tourisme) elles y étaient déjà depuis longtemps (avec quelques différences qui ne suivent pas le contour des MRC).

#### Conférences régionales des élus
Entre 2003 et 2016, chaque région a possédé une conférence régionale des élus (CRE), à l'exception de la Montérégie et du Nord-du-Québec qui en ont possédé plusieurs. Une CRE était composée de personnes nommées par le gouvernement du Québec et par des élus municipaux de la région. Son mandat était de conseiller le gouvernement et de superviser à l'échelle régionale les politiques adoptées par les municipalités régionales de comté. Un droit de regard et de surveillance appartient alors, de manière égale, à toutes autres municipalités de la région ou CRE, sur le territoire de l'une d'elles, dans les affaires relevant des compétences régionales[Quoi ?]. Ce système est disparu avec le projet de loi no 28, adopté le 20 avril 2015. Le processus d'abolition est achevé le 31 mars 2016.

## Régions administratives

### Liste des régions administratives
Chaque région administrative possède un code numérique, en plus de son nom. Elle regroupe un ou plusieurs paliers supra-locaux : soit une municipalité régionale de comté ou un territoire qui lui est équivalent (dont certaines agglomérations urbaines). Il n'existe plus de siège régional depuis l'abolition du système de conférence régionale des élus, mais la ville la plus populeuse est ici mentionnée.
Source : ministère des Affaires municipales et de l'Habitation du Québec.

### Liste des anciennes régions administratives
- Bas-Saint-Laurent–Gaspésie (1966-1987) : Dissoute le 22 décembre 1987, elle était composée des actuelles régions administratives du Bas-Saint-Laurent et d'une partie de Gaspésie–Îles-de-la-Madeleine.
- Cantons-de-l'Est (1966-1981) : En 1981, elle est devenue principalement la région administrative de l'Estrie. Les anciens cantons d'Arthabaska, Brome, Compton, Drummond, Frontenac, Mégantic, Missisquoi, Shefford, Stanstead et Wolfe furent intégrés dans d'autres régions administratives : Montréal (06) (aujourd'hui Montérégie (16)), Trois-Rivières (04) (aujourd'hui Centre (17)), et Québec (03) (aujourd'hui Chaudière-Appalaches (12)). D'autres portions des Cantons-de-l'Est avaient été redistribuées un siècle plus tôt[20].
- Mauricie–Bois-Francs (1987-1997) : Avant le 22 décembre 1987, elle était la région administrative de Trois-Rivières. Dissoute le 30 juillet 1997, elle était composée des actuelles régions administratives de la Mauricie (04) et du Centre-du-Québec (17).
- Montréal-Laval-Lanaudière-Laurentides-Montérégie (1966-1987) : Cette région administrative qui portait le numéro 06 a été subdivisée en cinq régions administratives : Montréal (06), Laval (13), Lanaudière (14), Montérégie (16) et la moitié sud-est de Laurentides (15).
- Nord-Ouest (1966-1981) : En 1981, elle est devenue la région administrative de l'Abitibi-Témiscamingue.
- Nouveau-Québec (1966-1987) : Le 22 décembre 1987, elle est devenue la région administrative du Nord-du-Québec.
- Québec : Le 15 décembre 1999, elle est devenue la région administrative de la Capitale-Nationale (sans changer de frontières).
- Trois-Rivières (1966-1987) : Le 22 décembre 1987, elle est devenue la région administrative de Mauricie–Bois-Francs.
- Saguenay-Lac-St-Jean-Chibougamau (?-1987) : La région 02 a été amputée de sa portion nord-ouest selon la ligne de partage des eaux du St-Laurent tout en changeant de nom. Le reste a été transféré à la région Nord (10)[21].

Autres changements :
- Outaouais (07) était anciennement une région de forme ronde. Son nord-est est devenu la moitié nord-ouest de Laurentides (15) à la formation de cette dernière en 1987.
- Abitibi-Témiscamingue (09) s'étendait plus au nord jusqu'en 1966 ou 1981 (?) puis presque jusqu'à la Baie-James jusqu'en 1987, quand la moitié nord de la région (donc une partie importante de l'Abitibi) a été réassignée à la région Nord-du-Québec. La nouvelle frontière nord est tellement au sud que des villages fondés comme faisant partie de l'Abitibi durant la crise économique des années 1930 n'en font désormais plus partie. Notamment, le célèbre roman Les Filles de Caleb 2 se passait de part et d'autre de la frontière de 1987, dont une bonne partie à Villebois (Jamésie).
- La sous-région Chibougamau faisait partie de l'Abitibi jusqu'à son transfert à la région 02 en 1966 ou 1981 (?), puis à la région 10 en 1987.

La société Brault et Bouthillier a publié la carte des 10 régions administratives du Québec de la réforme de 1981, généralement pour usage dans les classes d'écoles primaires.

### Incertitudes frontalières
Quoique les frontières interrégionales sont toutes clairement définies, les frontières avec d'autres provinces le sont moins, et les trois principaux cas concernent chacun une seule région administrative. En particulier;
- La frontière terrestre de Côte-Nord/Labrador telle que définie en 1927 est contestée depuis 1927, ce qui fait une grosse différence de superficie de la Côte-Nord selon qu'on choisit la définition du gouvernement du Québec ou celle des autres (gouvernements du Canada et de Terre-Neuve-et-Labrador).
- La région Nord (10) ne possède pas les eaux de sa propre côte, contrairement à la coutume, ce qui rend la région Nord plus dépendante de décisions fédérales.
- La région Gaspésie-Îles-de-la-Madeleine (01) n'a pas ce problème, mais sa frontière marine avec Terre-Neuve pourrait être contestée dans le futur : par exemple, au début des années 2010, on parlait de pétrole du Golfe qui serait le long de cette frontière (« gisement Old Harry », au large du village madelinot du même nom).